# Ommelebommelesteen
De Ommelebommelesteen (Urkers:  Ommelebommelestiên) is een granieten kei in het IJsselmeer, zo'n 30 meter van de kust van Urk. De steen speelt een belangrijke rol in de geboortefolklore van het voormalige eiland. De naam komt mogelijk van 'hommelbommelsteen' of 'hummelbommelsteen' af, een anafoor voor hummels, ofwel kinderen.

## Verhaal
Het verhaal gaat dat kinderen uit de steen worden 'geboren'. Hiervoor moet de vader samen met de vroedvrouw naar de steen toe roeien, soms met de moeder, waarop de vader bij de steen zijn kind koopt van de wezens onder de steen. De kosten bedragen één gulden voor een meisje en twee gulden voor een jongen. Wanneer de kinderen thuis vragen waarom de moeder op bed ligt, antwoordt zij hierop dat het door het vele roeien komt, om zo de details van de werkelijke bevalling niet aan de kinderen te hoeven vertellen.
Het verhaal is door de geschiedenis heen niet altijd hetzelfde gebleven. Zo schreef de Urker dichteres Mariap van Urk een gedicht over de steen, waarin een ooievaar uit Egypte als een bezorger van kinderen werkt. Om uit te rusten komt de ooievaar langs bij de steen en laat er wel eens een kind achter.
Ook verschilt de samenstelling en functie van de boot nog wel eens, zo roeit bijvoorbeeld de moeder soms in plaats van de vader en is de prijs voor de kinderen ook niet altijd gelijk. Zo worden er soms bedragen genoemd van 500 gulden voor een meisje en 1000 gulden voor een jongen.

### Oorsprong
Meerdere dorpen in Noord-Nederland kennen een geboorteverhaal met een steen. Zo kent het Friese Bergum het verhaal van de 'Poppestien', waarin men een kind wordt gegeven wanneer de desbetreffende steen wordt opgetild. Vanwege het feit dat Urk een eiland is geweest wordt het roeielement aan het verhaal toegevoegd.

## Steen
De steen is het resultaat van een glaciale afzetting vanuit Scandinavië, zo tussen de 130.000 tot 180.000 jaar geleden. De afzetting heeft de steen meegenomen vanuit Zweden en is tijdens het smelten van het ijs blijven liggen. Vergelijkbare stenen van deze afzetting zijn te vinden in het Van der Lijn-reservaat in het Urkerbos. Enkele straten in de buurt van de Ommelebommelesteen verwijzen naar Scandinavië, met straatnamen als 'Bornholmlaan' en 'Oslolaan'.
Tijdens de aanleg van de Westermeerdijk tussen Urk en Lemmer in 1935 was de steen bijna verlegd, omdat deze in de weg lag voor een vaargeul. De steen kwam echter niet los, hij is enkel lichtelijk verdraaid.

## Kunst
Bij de kade staat een beeld genaamd De Vroemoêr (Urkers voor De Vroedvrouw), gemaakt door Piet Brouwer in 1998. Het beeld toont de vader die bij de steen naar het deurtje zoekt, terwijl de vroedvrouw met een mandje in de boot blijft wachten. 
Bij het beeld is een vers van de Urker schoolmeester en historicus Tromp de Vries over de steen aangebracht:
Er ligt in zee een grote steen,

een wonder in 't bestaan;

daar komt op Urk en dáár alleen

elk mensenkind vandaan.

Als vader roept op luide toon

dan schaft de vroemoêr raad

en geeft een dochter of een zoon,

zoals ‘t al eeuwen gaat.

In ‘t water ligt een grote steen,

de kern van ons bestaan.

Hier kwamen alle Urkertjes

uiteindelijk vandaan.— Tromp de Vries, "Roeien" naar de Ommelebommelesteen